# Staurothele rufa
Staurothele rufa är en lavart som först beskrevs av A. Massal., och fick sitt nu gällande namn av Georg Hermann Zschacke. Staurothele rufa ingår i släktet Staurothele och familjen Verrucariaceae.   Inga underarter finns listade i Catalogue of Life.